# Cyclosorus linii
Cyclosorus linii är en kärrbräkenväxtart som först beskrevs av Fraser-jenkins, och fick sitt nu gällande namn av Mazumdar. Cyclosorus linii ingår i släktet Cyclosorus och familjen Thelypteridaceae. Inga underarter finns listade.